# Resolutie 1333 Veiligheidsraad Verenigde Naties
Resolutie 1333 van de Veiligheidsraad van de Verenigde Naties werd op 19 december 2000 aangenomen door de VN-Veiligheidsraad. Twee leden van de Raad onthielden zich van de stemming: China en Maleisië.
De resolutie legde bijkomende sancties op tegen het Talibanregime in Afghanistan, en viseerde daarbij onder meer de Afghaanse luchtvaartmaatschappij Ariana Afghan Airlines.

## Achtergrond
In 1979 werd Afghanistan bezet door de Sovjet-Unie, die vervolgens werd bestreden door Afghaanse krijgsheren. Toen de Sovjets zich in 1988 terugtrokken raakten ze echter slaags met elkaar. In het begin van de jaren 1990 kwamen ook de Taliban op. In september 1996 namen die de hoofdstad Kabul in. Tegen het einde van het decennium hadden ze het grootste deel van het land onder controle en riepen ze een streng islamitische staat uit.
In 2001 verklaarden de Verenigde Staten met bondgenoten hun de oorlog en moesten ze zich terugtrekken, waarna een interim-regering werd opgericht.

## Inhoud
De Veiligheidsraad erkende de kritieke humanitaire noden van het Afghaanse volk. Ze steunde ook de inspanningen van de secretaris-Generaal Kofi Annans Persoonlijke Vertegenwoordiger om het vredesproces vooruit te helpen door onderhandelingen over een brede, multi-etnische en vertegenwoordigende regering. Verder veroordeelde ze dat de Taliban terroristen onderbrachten in het door hen gecontroleerde gebied. Die Taliban verdienden ook aan de illegale teelt van opium. Verder was men bezorgd over mensenrechtenschendingen in dat gebied, vooral tegen vrouwen en meisjes.
De Veiligheidsraad eiste dat de Taliban voldeden aan resolutie 1267, en hun steun aan terroristen stopten, opleidingskampen voor terroristen sloten en de illegale drugsactiviteiten beëindigden.
Alle landen moesten verbieden dat aan de Taliban of hun grondgebied wapens en militaire opleidingen werden geleverd. Landen die diplomatieke relaties met de Taliban onderhielden werden gevraagd die sterk af te bouwen. Ook moesten alle landen kantoren van de Taliban of Ariana Afghan Airlines op hun grondgebied
onmiddellijk sluiten en alle fondsen van Osama bin Laden en zijn getrouwen bevriezen.
Verder moesten alle landen de levering van azijnzuuranhydride – een chemische stof gebruikt bij de productie van heroïne – aan de Taliban of hun gebied verhinderen en verbieden dat vliegtuigen uit Taliban-gebied hun grondgebied aandeden over overvlogen. Ook werd gevraagd de doorgang van hoge Taliban-functionarissen te beperken.
Al deze maatregelen werden één maand na datum van deze resolutie voor een periode van twaalf maanden van kracht. Als de Taliban in die periode aan de eisen voldeed, dan zouden ze weer worden opgeheven.

## Verwante resoluties
- Resolutie 1214 Veiligheidsraad Verenigde Naties (1998)
- Resolutie 1267 Veiligheidsraad Verenigde Naties (1999)
- Resolutie 1363 Veiligheidsraad Verenigde Naties (2001)
- Resolutie 1378 Veiligheidsraad Verenigde Naties (2001)

Lijst ·  1285 ·  1286 ·  1287 ·  1288 ·  1289 ·  1290 ·  1291 ·  1292 ·  1293 ·  1294 ·  1295 ·  1296 ·  1297 ·  1298 ·  1299 ·  1300 ·  1301 ·  1302 ·  1303 ·  1304 ·  1305 ·  1306 ·  1307 ·  1308 ·  1309 ·  1310 ·  1311 ·  1312 ·  1313 ·  1314 ·  1315 ·  1316 ·  1317 ·  1318 ·  1319 ·  1320 ·  1321 ·  1322 ·  1323 ·  1324 ·  1325 ·  1326 ·  1327 ·  1328 ·  1329 ·  1330 ·  1331 ·  1332 ·  1333 ·  1334